# Peveragno
Peveragno (en piamontés Povragn, en occitano Pouvranh) es una comuna italiana de la Provincia de Cuneo en la Región de Piamonte, al nor-occidente del país. Posee una población de 5.351 habitantes.

## Toponimia
Se cree que el nombre proviene de una familia morozzese de nombre Pipa, que dominaban la zona desde el año 1200. El nombre aparece por primera vez en 1299, en un acto de venta de una viña en la ladera de la colina de San Jorge.

## Historia
El territorio de Peveragno antes de la era cristiana y de la ocupación romana, estaba habitado por grupos de lígures, cuya presencia la atestiguan los hallazgos de herramientas de hierro y adornos en las colinas de Moncalvino y de Castelvecchio. 
Los primeros registros históricos que se tienen de la zona datan de 1153, y dicen relación con el antiguo pueblo de Fortice ubicado a 3 kilómetros del actual centro urbano de Peveragno, en el área de Virgen de los Bosques, del cual quedan algunos restos en la parte superior de una ladera del monte Bisalta.
En el tiempo de su fundación, Peveragno y los pueblos aledaños formaban parte de la república de Asti. Entre 1369 y 1396 pertenece al Marquesado de Montferrato. En 1419 pasa a manos de los Saboya, a quienes perteneció definitivamente, hasta la reunificación italiana en 1861.

## Administración
La comuna es gobernarda por el alcalde Carlo Toselli desde el año 2005.

## Evolución demográfica
| Gráfica de evolución demográfica de Peveragno entre 1861 y 2001 |
|                                                                 |
| Fuente ISTAT - elaboración gráfica de Wikipedia                 |